# Kostel svatého Matouše (Stara Białka)
Kostel svatého Matouše ve Staré Białce (polsky Kościół św. Mateusza w Starej Białce je filiální kostel římskokatolické farnosti při kostele Nanebevzetí Panny Marie v Lubawce. Nachází se uprostřed malé obce Stara Białka v Dolnoslezském vojvodství.
Kostel je zapsán na seznamu kulturních památek Národního institutu kulturního dědictví (NID)

## Popis

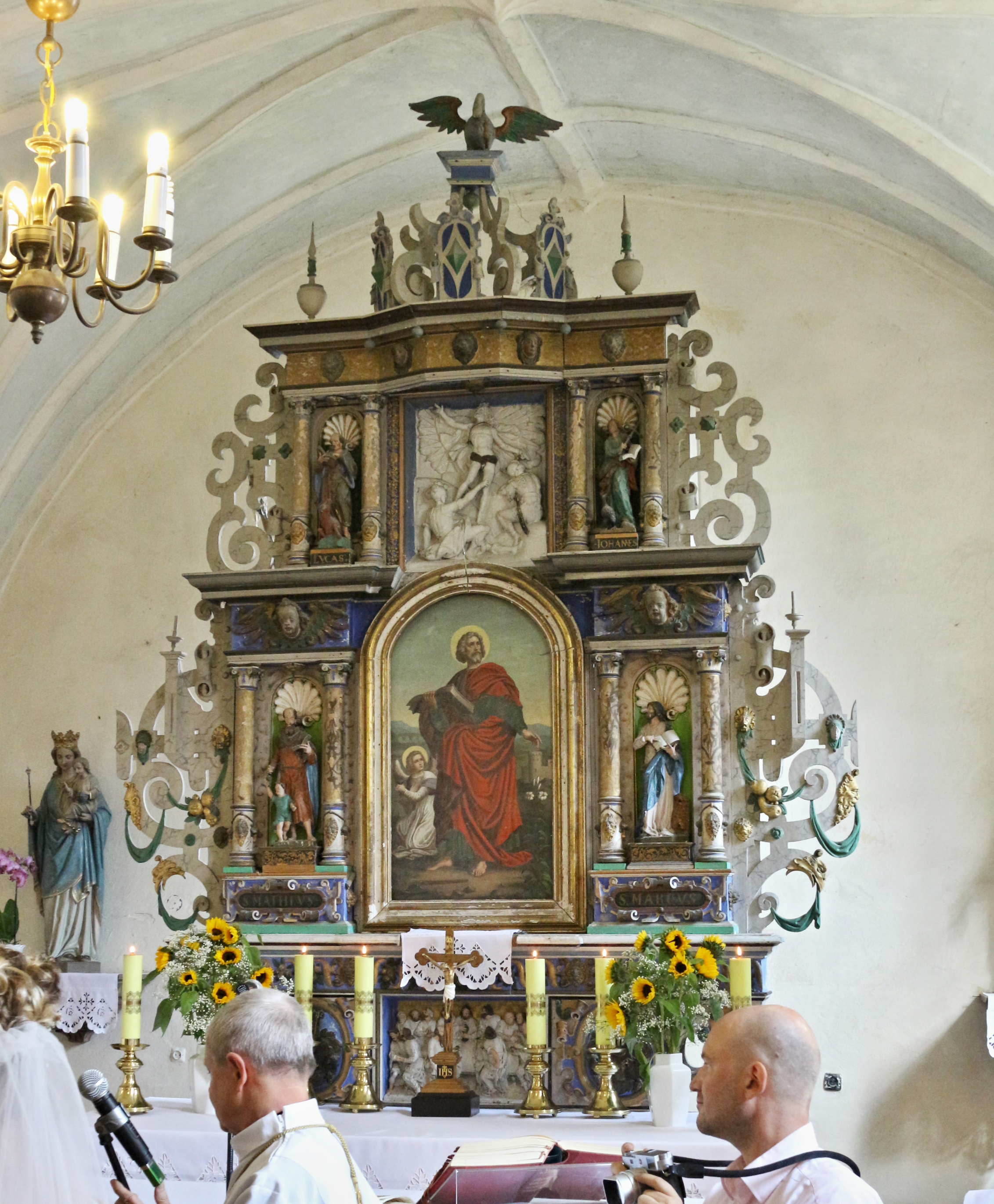
Oltář kostela

Kostel je nevelká jednolodní stavba se sedlovou střechou a osmihrannou věží.
Ke kostelu přiléhá hřbitov, obezděný ochrannou kamennou zdí se střílnami a bránou, restaurovanou v roce 1884. Na vnější jihovýchodní stěně kostela se nacházejí kamenné barokní epitafy z roku 1735.
V interiéru se zachovaly bohatě vyřezávaný renesanční oltář s motivem patrona kostela evangelisty Matouše, a ambon z počátku 17. století a dřevěná křtitelnice je z roku 1651. Oltář v mělkém reliéfu zobrazuje výjev Poslední večeře a Vzkříšení s postavami evangelistů. Na okrouhlém sloupu stojí kamenná kazatelna. Na podélné stěně lodi se nacházejí tři epitafy z počátku 17. století.

## Liturgie
Mše se zde konají o nedělích v 11:00 a taktéž o slavnostech. Odpustky se konají o svátku sv. Matouše (21. září) a vykonávají pouť zaměstnanci celní služby z Lubawky a okolí.

## Historie
Kostel vznikl v letech 1606–1609 v renesančním slohu jako svatostánek německých evangelíků, který se teprve v roce 1654 dostal do rukou římských katolíků. V roce 1884 byl přestavěn a v letech 1968–1970 byl zrekonstruován.

## Galerie

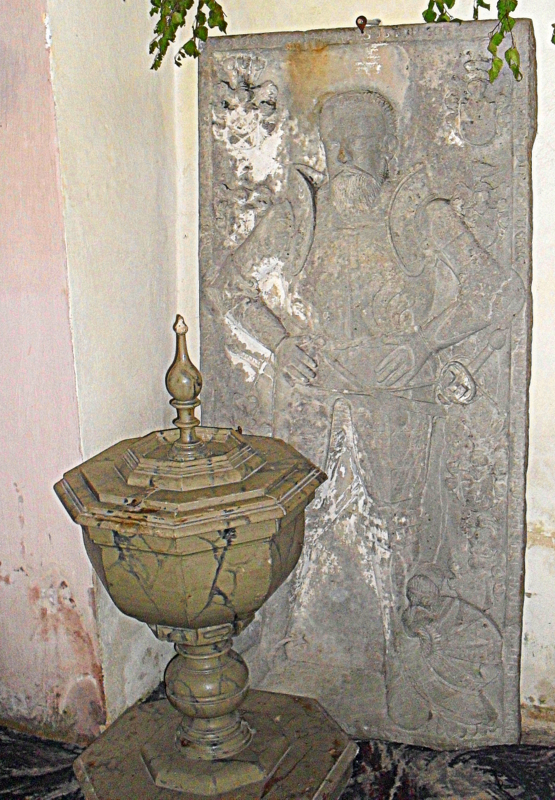
Křtitelnice
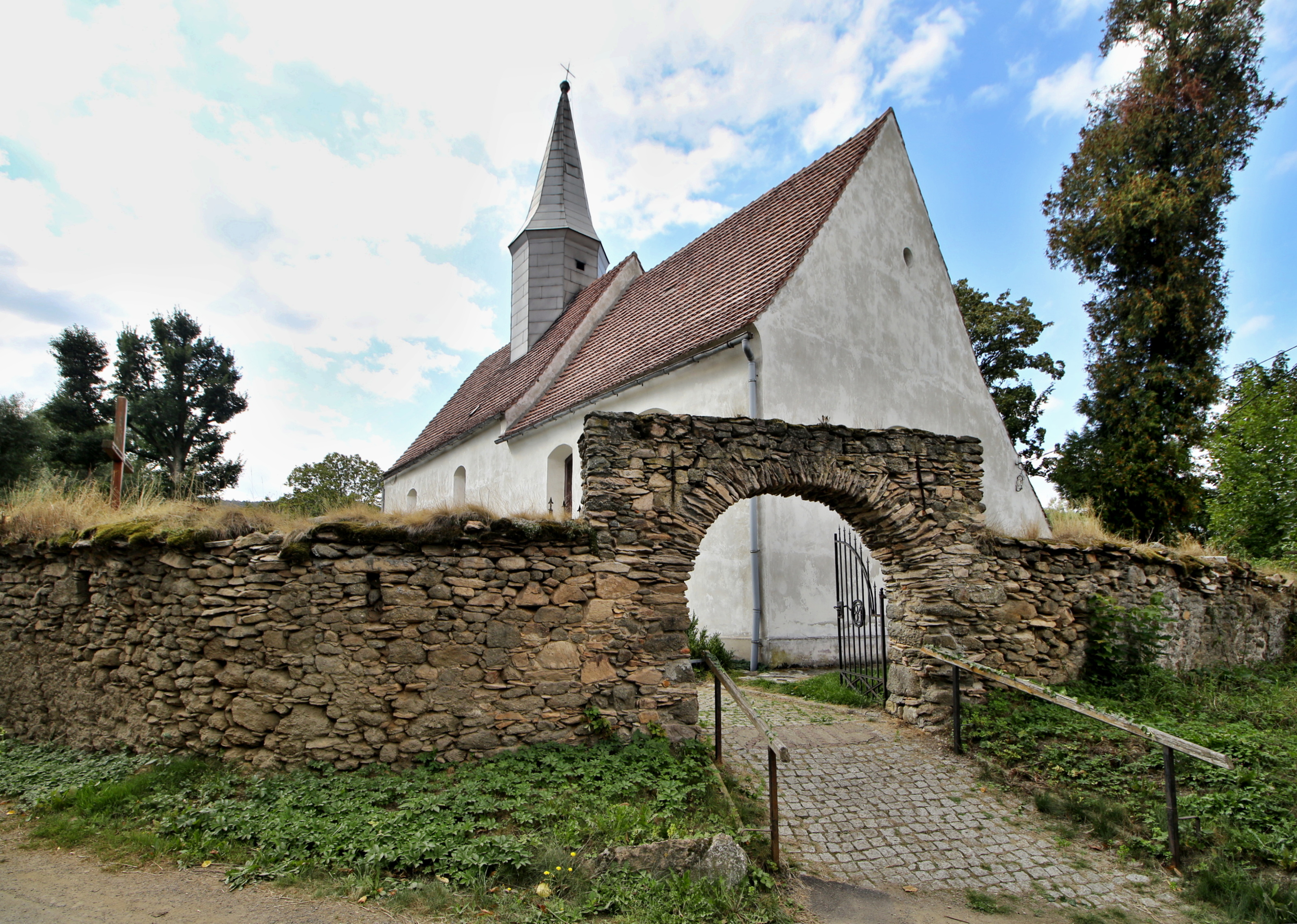
Brána, hřbitovní zeď a kostel
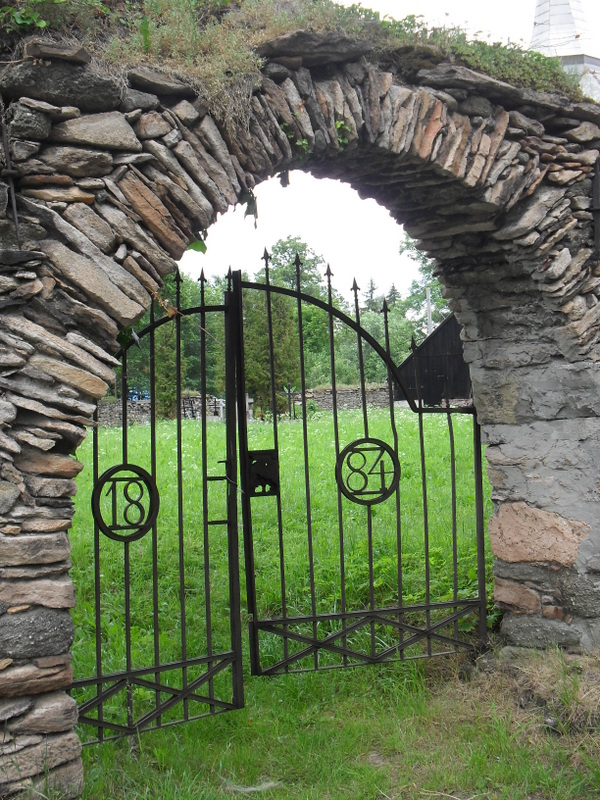
Brána na hřbitov
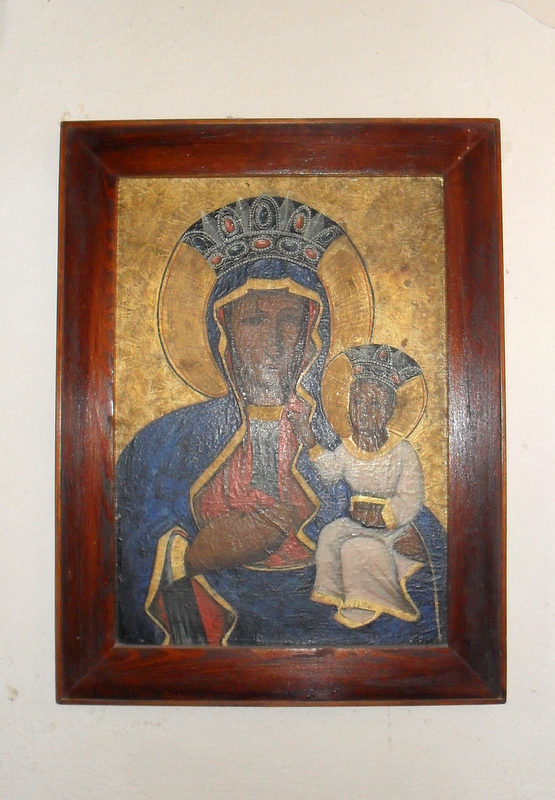
Obraz Panny Marie čenstochovské.
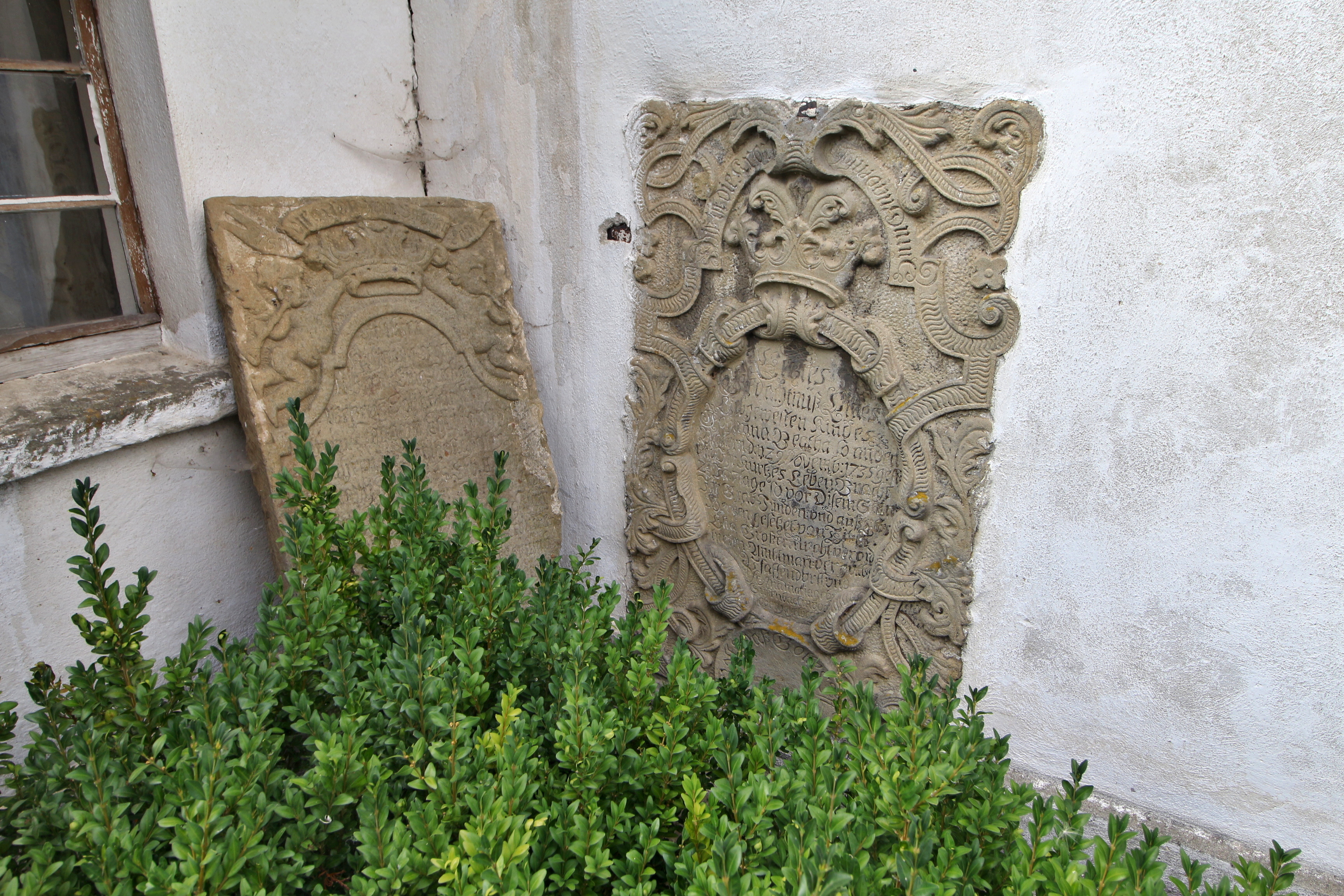
Epitafy na zdi kostela
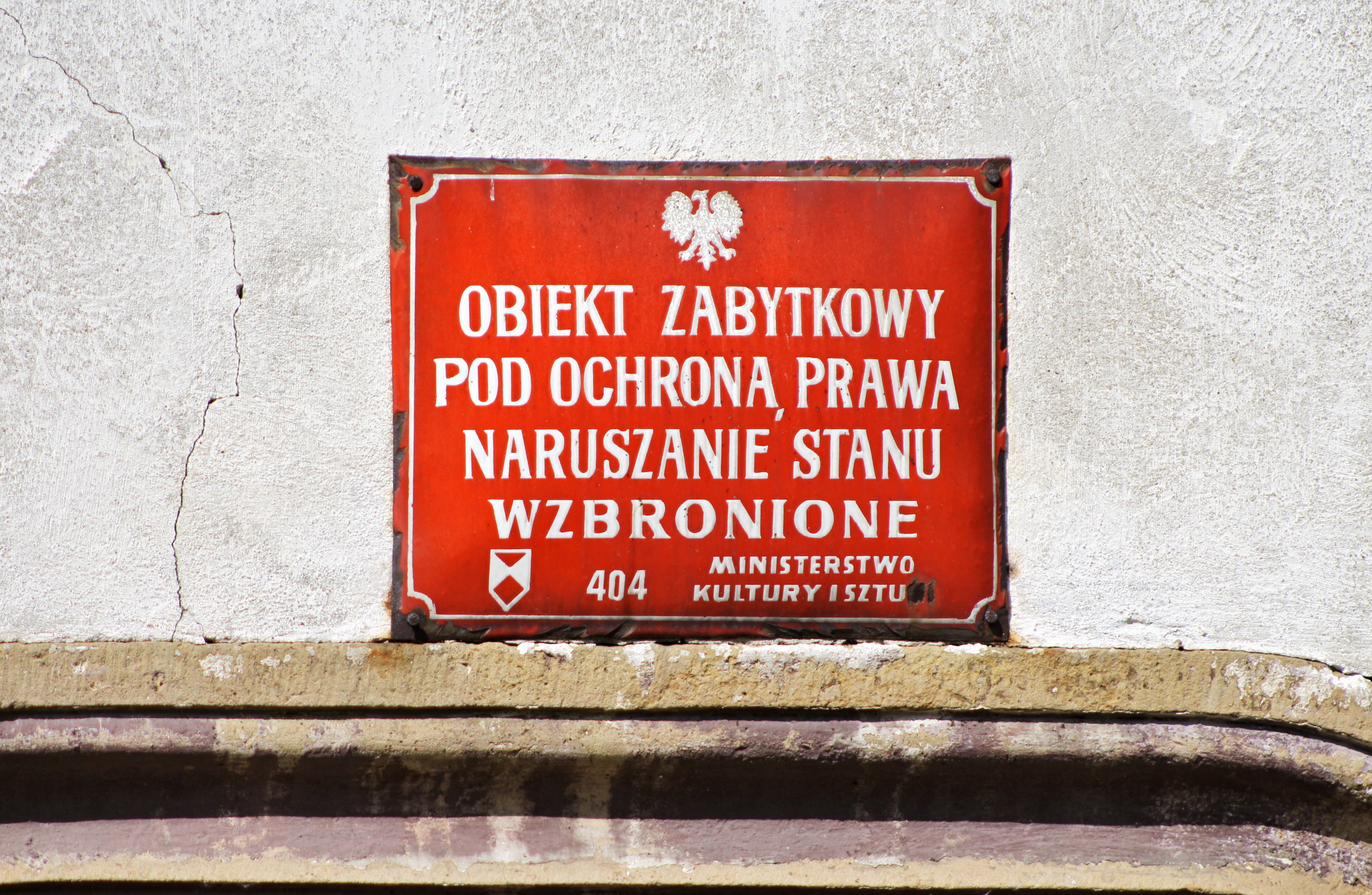
Památka polského ministerstva kultury